# Ubychische Sprache
Die ubychische Sprache (Eigenbezeichnung: t°axə bze) ist eine im 20. Jahrhundert ausgestorbene nordwestkaukasische Sprache. Ursprünglich in der Region um die heute russische Stadt Sotschi ansässig, wanderten die Ubychen im 19. Jahrhundert in die heutige Türkei aus. Der letzte voll kompetente Sprecher dieser Sprache, Tevfik Esenç, starb dort 1992.

## Geschichte
Ubychisch wurde ursprünglich an der nordöstlichen Küste des Schwarzen Meeres gesprochen, zuletzt in der Nähe des heutigen Sotschi. Noch heute erinnern dort einige Orts-, Fluss- und Flurnamen ubychischen Ursprungs an die ehemaligen Bewohner der Region. Die Ubychen lebten traditionell einen halbnomadischen Lebensstil. Schon im 14. Jahrhundert schlossen sich ubychische Stämme zu einer Föderation zusammen, die fortan die politische und militärische Kontrolle über „Ubychien“  übernahm. Nach erfolgreichen Feldzügen gegen Abchasien zogen sie weiter nach Süden in die Umgebung des heutigen Sotschi. Die Ubychen waren jedoch von je her ein zahlenmäßig kleines Volk – Mitte des 19. Jahrhunderts gab es nur zwischen 50.000 und 70.000 Angehörige dieser Ethnie – sodass auch ihr Siedlungsgebiet entsprechend klein war. Ihre Religion war der sunnitische Islam.
Im Kaukasuskrieg schloss sich Ubychien den Tscherkessen im Kampf gegen Russland an, das die Herrschaft über den Kaukasus anstrebte. Nach dem endgültigen russischen Sieg 1864 standen sie vor der Wahl, sich den russischen Zaren zu unterwerfen oder zu emigrieren. Wie viele Angehörige anderer muslimischer Kaukasusvölker entschieden die ubychischen Stammesführer, als Muhadschiren in das Osmanische Reich auszuwandern. Im Gegensatz etwa zu den Tscherkessen, Karatschaiern oder Abchasen, bei denen nur Teile der Bevölkerung emigrierten, gingen die Ubychen nahezu vollständig und geschlossen ins Exil. Es blieben nur einige Dutzend von ihnen zurück, sodass sich ihr ursprüngliches Siedlungs- und Sprachgebiet vollständig auflöste. Die Wenigen in ihrer alten Heimat verbliebenen Ubychen assimilierten sich schnell und nahmen die Gebräuche und Sprache der dort lebenden Adygejer und Russen an. Im Kaukasus starb das Ubychische daher vermutlich bereits im 19. oder frühen 20. Jahrhundert aus.
In der Türkei gründeten die Ubychen eigene Dörfer, wo das Ubychische zunächst weiterlebte. Aber auch dort setzten ein Assimilationsprozess und ein gradueller Sprachwechsel hin zum Türkischen ein. Die Sprache wurde von Eltern zunehmend nicht mehr an Kinder weitergegeben, und die ubychische Identität ging schrittweise verloren. Ab der zweiten Hälfte des 20. Jahrhunderts wurde Ubychisch praktisch nur noch von älteren Menschen gesprochen, spätestens seit den 1970er-Jahren wurde deutlich, dass die Sprache vor dem Aussterben stand. Mit Tevfik Esenç starb der letzte flüssige Sprecher des Ubychischen im Jahr 1992.
Vor dessen endgültigem Aussterben war es Sprachwissenschaftlern allerdings gelungen, das Ubychische in Zusammenarbeit mit den letzten Muttersprachlern umfangreich zu dokumentieren. Eines der ersten umfassenden Werke zum Ubychischen ist das in deutscher Sprache verfasste Die Päkhy-Sprache des ungarischen Sprachwissenschaftlers Julius von Mészáros.
Wesentliche Beiträge zur ubychischen Sprachwissenschaft lieferten ab der zweiten Hälfte des 20. Jahrhunderts Georges Dumézil und Hans Kamstrup Vogt.
Der abchasische Schriftsteller Bagrat Schinkuba thematisierte das Schicksal der Ubychen in seinem Roman Im Zeichen des Halbmondes .